# Sokol Baci
Sokol Boci Ivezaj (Shkodër, 1837 - aldaar 1920) was een Albanese guerrillastrijder en leider van de Gruda-clan.
Aanvankelijk was Boci een loyaal aan de Ottomaanse sultan, maar wisselde van kant nadat hij werd mishandeld waarna hij vocht tegen de Ottomaanse bezetting van Albanië. Nadat zijn stam was verslagen werd hij verbannen en zocht hij zijn toevlucht in Montenegro, waartegen hij eerder nog had gevochten. Prins Nikola I van Montenegro erkende zijn status en nam hem in dienst als soldaat. Hij was een van de leiders van de Albanese opstand van 1911, naast leiders als Ded Gjo Luli, Mehmet Shpëndi, Mirash Luca en Luigj Gurakuqi. In 1912 steunden de Albanese stammen Gruda en Hoti en Kastrati-, Shkreli- en Kelmendi-stammen, Montenegro tijdens de Balkanoorlogen. In 1913 werd hij door koning Nikola I van Montenegro erkend als commandant van Scutari.